# Gustave Bret
Gustave Bret (* 30. August 1875 in Brignoles; † 16. April 1969 in Fréjus) war ein französischer Organist, Komponist und Musikkritiker.

## Leben und Werk
Gustave Bret studierte Orgel bei Charles-Marie Widor am Pariser Konservatorium und an der Schola Cantorum bei Vincent d’Indy in Paris.
Gustave Bret wirkte bis 1908 als Lehrer für lyrische Deklamation, Orgel und Improvisation an der genannten Schola Cantorum. Er wurde dann an Stelle seines Meisters an die Orgel von St-Sulpice berufen und wirkte dort von 1898 bis 1903. Er führte als erster in den Jahren 1903 und 1904 alle Orgelwerke von César Franck auf. Er gründete 1904 zusammen mit Albert Schweitzer die Société Johann-Sebastian Bach in Paris. Gustave Bret wirkte dann lange Jahre als Organist der Kathedrale von Fréjus.
Er wirkte als Musikkritiker für den Intransigeant und für Le Soir. Er komponierte vorwiegend geistliche Musik wie das Oratorium in zwei Teilen Les Pèlerins d’Emmaüss für Soli, Chor und Orchester (1903 durch Willem Mengelberg in Amsterdam uraufgeführt), Chöre a cappella und Lieder. Besonders populär sind Brets Vertonungen zu Gedichten von Charles Baudelaire. Gustav Bret transkribierte auch Werke anderer Komponisten für die Orgel wie beispielsweise die Sonate Nr. 2 für Violoncello und Klavier op. 117 von Gabriel Fauré.